# Vampire in Brooklyn
Vampire in Brooklyn és una pel·lícula de terror de Wes Craven, estrenada l'any 1995.

## Argument
Maximillian pertany a un llarg llinatge de vampirs exiliat des de fa segles al Carib. Decideix anar a Nova York amb la intenció de trobar-hi l'ànima germana, qui li donarà descendència. Tot just arribat a la ciutat, fa les seves primeres víctimes. Molt ràpidament, descobreix l'elegida: una dona policia anomenada Rita Veder.

## Repartiment
- Eddie Murphy: Maximilian/Guido/Pauly
- Angela Bassett: Rita Veder
- Allen Payne: Justice
- Kadeem Hardison: Julius Jones
- John Witherspoon: Silas Green
- Zakes Mokae: Dr. Zeko
- Joanna Cassidy: Capità Dewey
- Simbi Khali: Nikki
- Mitch Pileggi: Tony
- Jsu Garcia: Anthony

## Crítica
- "Simpàtica i terrorífica cinta en la qual el conegut còmic dona vida a un vampir d'allò més peculiar. Per desgràcia, es queda a mig camí de tot"[2]